# Isla Pequeña San Salvador
El Isla Pequeña San Salvador (en inglés: Little San Salvador Island) también conocida como Half Moon Cay, es una de las cerca de 700 islas que componen el archipiélago de las Bahamas. Se encuentra aproximadamente a medio camino entre las islas de Eleuthera y Cat. Es una isla privada, propiedad de Holland America Line, que la utiliza como un puerto de escala para los cruceros que operan en la región. Antes de ser propiedad de Carnival Corp, Pequeña San Salvador fue la isla privada de la Norwegian Cruise Line.